# Bouriane
La Bouriane est une région naturelle de France située principalement dans le département du Lot et pour une petite part dans le département de Lot-et-Garonne.

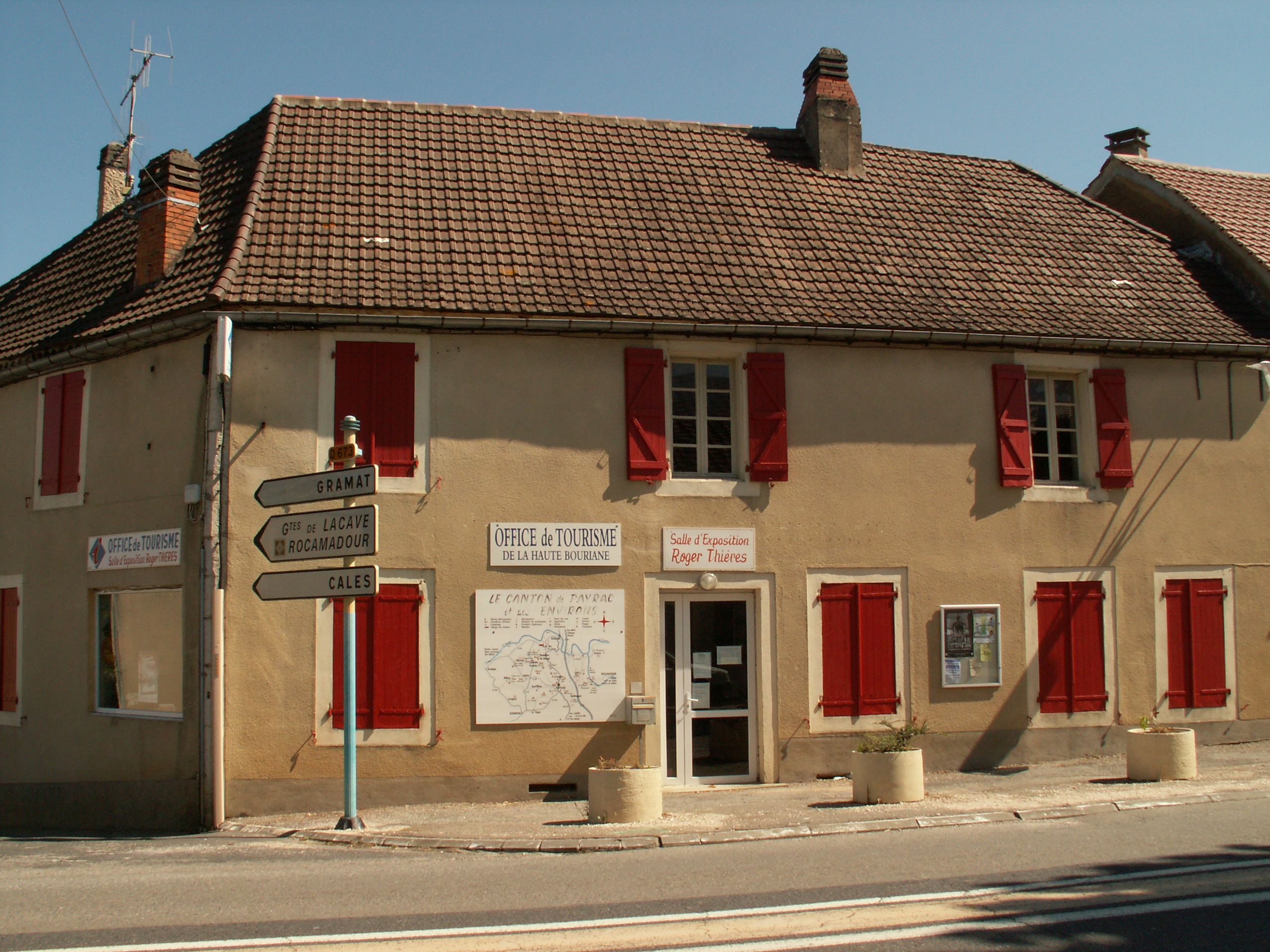
La maison des associations de Haute-Bouriane à Payrac

## Situation
La Bouriane se situe dans le Quercy au Nord-Ouest du département du Lot et au Nord-Est du Lot-et-Garonne.
- Au sud la vallée du Lot la sépare du Quercy Blanc
- À l'ouest elle est voisine du Haut-Agenais et proche du Pays de Serres.
- Au nord elle est proche de la vallée de la Dordogne et mitoyenne du Périgord noir.
- À l'est elle est voisine du causse de Gramat.

## Topographie
C'est une région sablonneuse et collinaire couverte de forêt avec comme essence principale des châtaigniers.

## Principaux monuments
- Grottes de Cougnac
- Château de Bonaguil
- le sauveterrien

## Quelques Communes
- Lot : Gourdon, Payrac, Saint-Martin-le-Redon, Milhac, Salviac Cazals, Les Arques, Montclera,
- Lot-et-Garonne : Saint-Front-sur-Lémance, Sauveterre-la-Lémance

## Hydrologie
Principaux Cours d'eau
- Thèze
- Lémance
- Vert